# Adolf Kainz
Adolf Kainz (5 de junio de 1903-12 de julio de 1948) fue un deportista austríaco que compitió en piragüismo en la modalidad de aguas tranquilas.
Representó a Austria en los Juegos Olímpicos de Berlín 1936, obteniendo una medalla de oro en la prueba K2 1000.
Tras la anexión de Austria por Alemania en 1938, Adolf compitió bajo la bandera de Alemania en el Campeonato Mundial de Piragüismo de 1938, consiguiendo la medalla de bronce en la prueba de K2 10000.

## Palmarés internacional
| Representando a Austria  |                    |                   |             |
| Juegos Olímpicos         |                    |                   |             |
| Año                      | Lugar              | Medalla           | Evento      |
| 1936                     | Berlín ( Alemania) | Medalla de oro    | K2 1000 m   |
| Representando a Alemania |                    |                   |             |
| Campeonato Mundial       |                    |                   |             |
| Año                      | Lugar              | Medalla           | Evento      |
| 1938                     | Vaxholm (Suecia)   | Medalla de bronce | K2 10 000 m |